# ماهیان محتاط
ماهیان محتاط (نام علمی: Notosudidae) نام یک تیره از راسته لوله‌سانان است.